# Седов, Пётр Степанович
Пётр Степанович Седов (21 декабря 1909, с. Путилово — 25 февраля 1972, Ленинград) — участник Великой Отечественной войны, полный кавалер Ордена Славы.

## Биография
Родился 21 декабря 1909 года в селе Путилово (ныне Волховский район, Ленинградская область). Окончил пять классов. С 1933—1935 гг. служил в Красной Армии.
В 1941 году был призван в ряды РККА. С июля 1941 года воевал на Ленинградском и 1-м Украинских фронтах. С 1943 года разведчик 165-й отдельной разведывательной роты 125-й стрелковой дивизии. С 1944 года член партии ВКП(б)/КПСС. Зимой 1944 года ефрейтор Седов в составе своей группы участвовал в Ленинградско-Новгородской операции, затем до лета дивизия вела оборонительные бои на подступах к городу Нарва.
27 января 1944 года в составе группы поиска Седов проник в тыл противника в 15 км к северо-западнее города Волосово Ленинградской области. Разведчики незаметно сняли часового и завладели секретными документами. 24 марта как старший группы успешно провёл операцию по захвату контрольного пленного. Бал награждён «Отличный разведчик», представлен к награде Орденом Славы 3-й степени, но награждён не был.
Участвуя в группе захвата, первым проник во вражеские окопы, убив нескольких гитлеровцев, и взяв пленного доставил его командованию. За проявленный героизм в битве был награждён Орденом Красной Звезды.
Приказом по частям 125-й стрелковой дивизии 9 августа 1944 года (№ 67/н) ефрейтор Седов П. С. был награждён Орденом Славы 3-й степени.
16 сентября 1944 года группа участвовала в Таллинской наступательной операции, вела наступление по берегу Финского залива, освобождала город Таллинн.
21 сентября 1944 года группа под командованием Седова нагоняла отступающего противника в районе населенного пункта Хельена (ныне город уезда Ляэне-Виррума, Эстония) окружили и взяли в плен 1200 немецких солдат. В Таллине группа Седова отбила дом в котором находились немецкие автоматчики заставив их сложить оружие, взяв в  плен 50 человек. За проявленный героизм в этих боях был представлен к награде Орденом Красной Звезды.
Приказом по частям 8-й армии 16 октября 1944 года (№ 73/н) ефрейтор Седов П. С. награждён Орденом Славы 2-й степени.
Группа Седова после операций была выведена в резерв до декабря 1944 года находясь на южном побережье Финского залива, после переброшена в Польшу на 1-й Украинский фронт. В ходе Сандомирско-Силезской операции введена в бой вторым эшелоном наступала в общем направлении на Ратибор. С боями дошли до реки Одер.
22 января 1945 года сержант Седов тогда уже был старшем в разведгруппы, проник в тыл врага, устранив 15 гитлеровцев взял языка и отправил его в штаб. 27 января группа сержанта Седова скрытно подобралась к противнику сняв нескольких немецких солдат и ещё нескольких взял в плен.
Указом Президиума Верховного Совета СССР от 10 апреля 1945 года сержанту Седов Пётр Степанович был награждён Орденом Славы 1-й степени. Став полным кавалером Ордена Славы.
8 мая 1945 года в ходе боёв Пражской наступательной операции, взял в плен языка. За успешную разведку был награждён Орденом Красной Звезды. В 1945 году демобилизован.
Жил и работал в Ленинграде (ныне Санкт-Петербург). Умер в 25 февраля 1972 года, похоронен на Северном кладбище.

## Награды
- Орден Красной Звезды (16.05.1945)[2];
- Орден Славы I степени (10.04.1945)[2];
- Орден Славы II степени (16.10.1944)[2];
- Орден Славы III степени (09.08.1944)[2];
- Медаль «За победу над Германией в Великой Отечественной войне 1941—1945 гг.» (05.09.1945)[2].